# Goetz Gliemeroth
Goetz Gliemeroth (n. el 21 de octubre de 1943 en Gotinga, Alemania) Teniente General alemán, fue el Comandante de la misión de la ISAF en Afganistán.

## Carrera
Gliemeroth nació el 21 de octubre de 1943 en Gotinga, Alemania. En 1963 se unió a la Bundeswehr como paracaidista y después del entrenamiento para convertirse en un oficial de Estado Mayor que asumió todos los nombramientos de comandos necesarios.
Fue nombrado Comandante del Batallón de Infantería (GE) Mecanizado 352 con base en Mellrichstadt, entonces quinto (GE), Brigada de Infantería Mecanizada en Homburg / Efze. Luego se convirtió en jefe de la División de Personal del Ejército de Administración, antes de ordenarse en la 7 (GE) División Blindada, que incluye el mando del III de Distrito de Düsseldorf. Antes de asumir su cargo el 21 de marzo de 2001, él era el comandante general de la II (GE) del Cuerpo de Ulm. Asumió su cargo como comandante de la ISAF precedido por su comptriota el también teniente general Norbert van Heyst.